# Pidlisne, Oleksandrivka
Pidlisne (în ucraineană Підлісне) este o comună în raionul Oleksandrivka, regiunea Kirovohrad, Ucraina, formată numai din satul de reședință.

## Demografie
Componența lingvistică a comunei Pidlisne
     Ucraineană (97,65%)
     Rusă (2,15%)
     Alte limbi (0,2%)
Conform recensământului din 2001, majoritatea populației comunei Pidlisne era vorbitoare de ucraineană (97,65%), existând în minoritate și vorbitori de rusă (2,15%).